# Драгня, Ливиу
Ливиу Драгня (рум. Liviu Nicolae Draɡnea, родился 28 октября 1962 года) — государственный и политический деятель Румынии, по образованию инженер. Бывший лидер Социал-демократической партии (СДП) и бывший член Демократической партии Румынии. Был министром внутренних дел Румынии в кабинете Эмиля Бок в январе-феврале 2009 года. Представлял Телеорман в Палате депутатов с декабря 2012 года. В это же время он был назначен заместителем премьер-министра и министром администрации и регионального развития. Ушёл из кабинета министров в мае 2015 года после вынесения обвинительного приговора по делу, связанному с мошенничеством на выборах, за что он получил двухлетний условный срок в апреле 2016 года. После парламентских выборов в 2016 году Ливиу Драгня был избран Председателем Палаты депутатов. В 2019—2021 годах отбывал тюремное заключение.

## Биография
Драгня родился в Румынии, в коммуне Гратия жудеца Телеорман. После окончания средней школы в средней школе математики и физики Unirea Турну-Мэгуреле в 1981 году поступил в Политехнический институт Бухареста. Окончил Транспортный факультет в 1987 году. Также он учился в Школе государственного управления Министерства внутренних дел Италии (1997 год), на факультете управления и государственного управления Экологического университета Бухареста (закончил в 2003 году) и в Национальном университете обороны имени Кароля Первого (закончил в 2004).
Политическая карьера Драгни началась в 1996 году, когда он был избран городским советником в Турну-Мэгуреле. В 1996—2000 годах, когда Драгня был членом PD (Демократическая партия), он служил префектом жудеца Телеорман; затем он перешёл в PSD (СДП), которая выиграла Парламентские выборы-2000. В 2000 году он стал председателем Совета графства Телеорман, был переизбран на эту должность в 2004 году, 2008-м и 2012-м. Является членом национального постоянного бюро PSD и главой жудеца Телеорман. В 2006 году он был избран вице-президентом по государственным реформам и децентрализации (отстраненён от должности после неудачного референдума по отстранению президента Румынии в 2007 году) и возглавил предвыборную кампанию PSD на Выборах в Европарламент в 2007 году). После Парламентских выборов-2008, на которых он был помощником главы избирательной кампании PSD, его назначили координатором министров от PSD в кабинете Бок; ему было поручено поддерживать связи между министрами и руководством партии.
Начиная с 2000-х годов Драгню характеризовали как «местного барона».
В мае 2019 года был осуждён на 3,5 года заключения за злоупотребление служебным положением.
В 2022 году возглавил правую национал-популистскую партию Альянс за родину и заключил соглашение о сотрудничестве с лидером Христианско-демократической национал-цэрэнистской партией Аурельяном Павелеску. Стороны договорились о создании к выборам 2024 «полюса суверенитета» — противостоять «национал-предательскому полюсу глобализма» в лице НЛП и СДП.